# Masdevallia hians
Masdevallia hians är en orkidéart som beskrevs av Jean Jules Linden och Heinrich Gustav Reichenbach. Masdevallia hians ingår i släktet Masdevallia och familjen orkidéer. Inga underarter finns listade i Catalogue of Life.